# Jochen M. Schneider
Jochen M. Schneider (* 25. September 1969 im Schwarzwald) ist ein deutscher Materialforscher und Inhaber des Lehrstuhls für Werkstoffchemie an der RWTH Aachen.

## Leben und Wirken
Schneider studierte an der University of Hull und an der Northwestern University. Sein Studium schloss er als Ph.D. ab. Anschließend war er wissenschaftlicher Mitarbeiter am Lawrence Berkeley National Laboratory und als Associate Professor an der Universität Linköping tätig. 2001 erhielt Schneider den Sofja Kovalevskaja-Preis der Alexander von Humboldt-Stiftung. Zum 1. März 2002 wurde Schneider von der RWTH Aachen auf den Lehrstuhl für Werkstoffchemie berufen.
Seine Forschungsschwerpunkte konzentrieren sich auf die zweite Haut aus Nanokristallen sowie auf die Zusammenhänge zwischen Plasmachemie und Energetik, der Gefügeevolution und den Schichteigenschaften.
Im September 2015 wurde Schneider zum "Max-Planck-Fellow" am Max-Planck-Institut für Eisenforschung ernannt.